# Otostephanos jersabeki
Otostephanos jersabeki är en hjuldjursart som beskrevs av Koste 1996. Otostephanos jersabeki ingår i släktet Otostephanos och familjen Habrotrochidae. Inga underarter finns listade i Catalogue of Life.